# 拉苏尔·伽姆扎托夫
拉苏尔·伽姆扎托夫（阿瓦尔语：Расул ХIамзатов，1923年9月8日—2003年11月3日），俄罗斯阿瓦尔族诗人，他以阿瓦尔语创作。
伽姆扎托夫出生于达吉斯坦偏僻的山村查达，父亲伽姆扎特·查达萨是阿瓦尔族著名诗人，母亲是民歌手。伽姆扎托夫在山村七年制中学毕业后，考入阿瓦尔师范学校，师范毕业后当过中学教师，做过演员和记者。1937年开始发表诗歌。1943年出版首部诗集《火热的爱与强烈的恨》。1945-50年就读于高尔基文学院，出版诗集《我的大地》和《我们的群山》。1959年获达吉斯坦自治共和国人民艺术家称号。1962年出版《高空的星辰》，次年获列宁奖。1974年获苏联社会主义劳动英雄称号。
伽姆扎托夫的诗多是歌唱爱情，其中不少已被谱成歌曲。

## 作品
- 伽姆扎托夫（著）. . 由谷羽翻译. 河北教育出版社. 2003年1月. ISBN 9787543448452.